# Fritz von Uhde

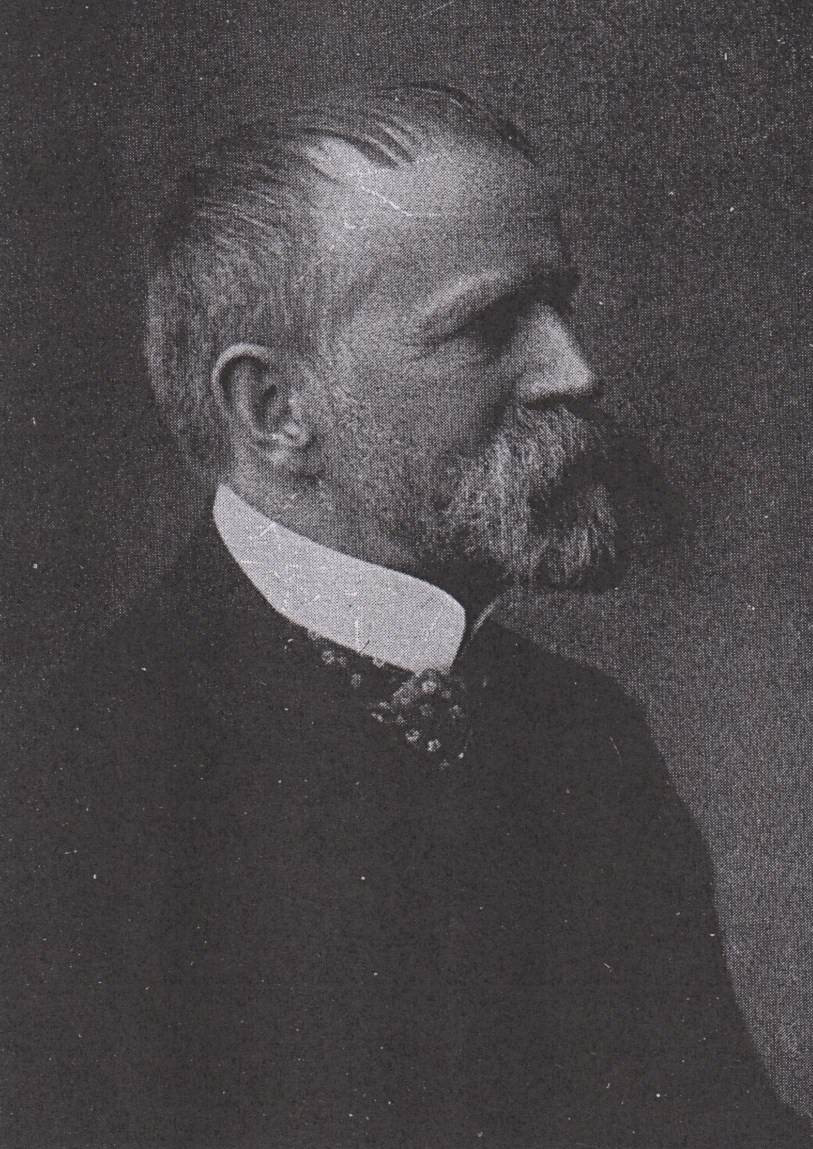
Fritz von Uhde vers el 1907

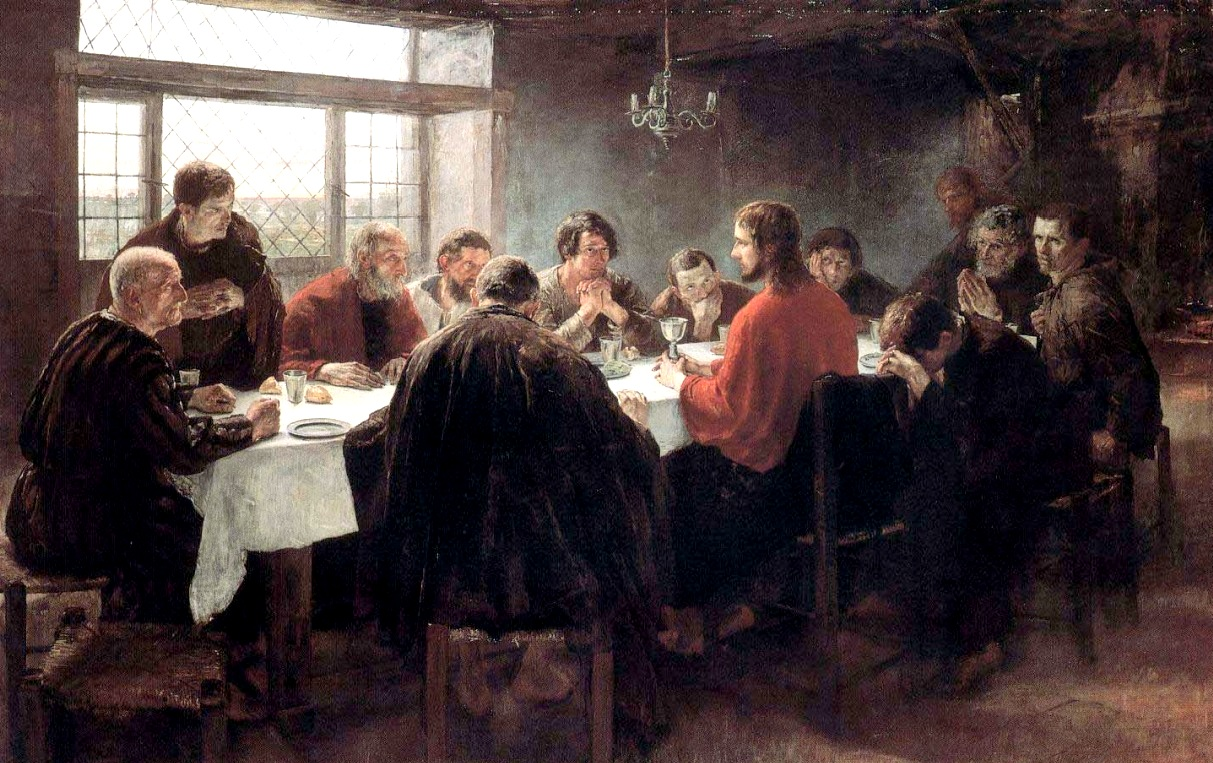
El darrer Sopar (1886)

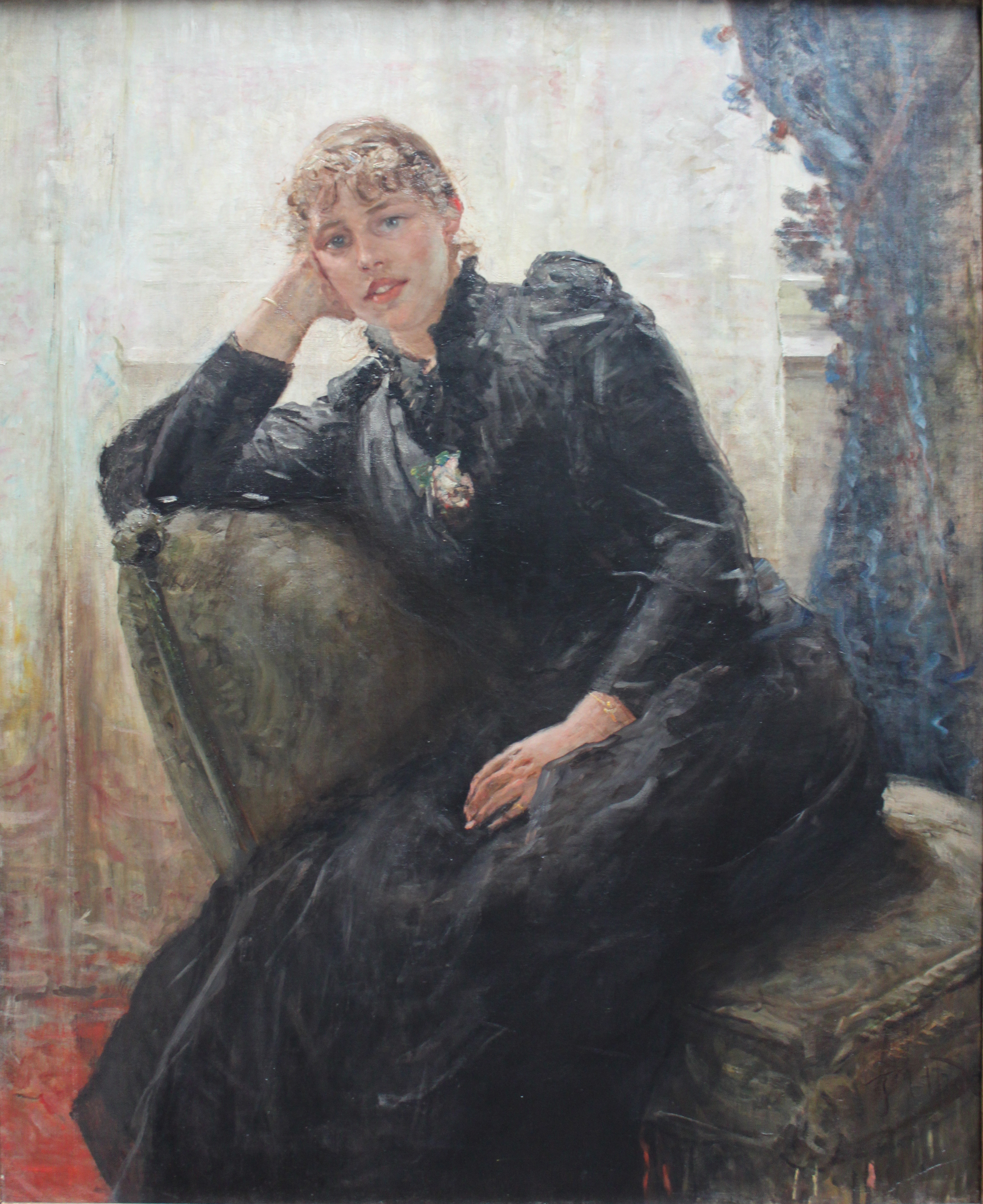
Retrat de Therese Karl (1890)

Fritz von Uhde (Wolkenburg -Saxònia- 1848 - Múnic, 1911) fou un pintor alemany.

## Biografia
Va iniciar la seua formació artística a Alemanya (on va començar a conrear la pintura acadèmica de temes històrics) i més tard es va traslladar a Múnic, on va ésser un dels membres fundadors de Sezession, un moviment artístic que agrupava a un heterogeni grup d'artistes que rebutjaven les propostes plàstiques més academicistes.
El 1879 i el 1880 va visitar París i va entrar en contacte amb el moviment impressionista. Durant la seua estada a la capital francesa va estudiar sota la tutela de Munkácsy i va arribar a exposar en les exposicions dels anys 1889 i 1900. Juntament amb Max Liebermann (del qual va rebre una profunda influència) va ésser un dels impressionistes alemanys més rellevants. Influït per la seua experiència francesa, fou un dels primers pintors alemanys a pintar directament a l'aire lliure (plenairisme).
Entre la seua producció destaquen les escenes de gènere i els retrats (els quals es caracteritzen pel seu estil amable i sentimental), però Uhde va abandonar aviat aquesta mena de temes per abordar una temàtica religiosa des d'una perspectiva social (78 de les seues 285 obres són de caràcter religiós). En aquest sentit, són famoses les seues figures religioses (sobretot les representacions d'escenes del Nou Testament), la característica principal de les quals és el seu desenvolupament en un marc contemporani.
A causa de la seua influència impressionista (i tot i que va suavitzar el nou estil amb matisos sentimentals i socials), la seua obra religiosa no fou molt ben acceptada en no tractar els temes sacres d'una manera convencional. És per això que Uhde no va rebre el suport de les esglésies protestants, ja que no van valorar les seues propostes artístiques. Entre les seues obres cal destacar El sermó de la muntanya (1887), Deixeu que els infants vinguin a mi (1884), El darrer Sopar (1886), La Nativitat (1889) i El viatge a Betlem (1890).

## Obres
| - 1869: Abschied - 1869: Heimkehr - 1872: Schlacht bei Sedan - 1874: An der Parkmauer - 1874: Österreichischer Reiter - 1875: Revanche - 1875: Irrlicht - 1875: Im Klostergarten - 1876: Siesta - 1876: Walpurgisnacht - 1876: Bachantin - 1877: Jagdjunker - 1877: Reitergefecht - 1879: Angriff des Regiments Plotho bei Wien 1683 - 1880: Die Chanteuse - 1881: Familienkonzert - 1882: Fischerkinder in Zandvoort - 1883: Die Trommelübung bayerischer Soldaten - 1883: Die Ankunft des Leierkastenmanns - 1883: Leierkastenmann in Zanvoort - 1883: In der Sommerfrische - 1884: Christus und die Kinder (Deixeu que els infants vinguin a mi) - 1884: Die Jünger von Emmaus | - 1884: Lasset die Kindlein zu mir kommen - 1885: Komm, Herr Jesu, sei unser Gast - 1885: Die Große Schwester - 1885: Lesendes Mädchen - 1885: Holländische Näherinnen - 1885: Christus und die Jünger von Emmaus - 1885: Kartoffeln schälendes Mädchen - 1885: Die Töchter des Künstlers im Garten - 1886: Das Abendmahl - 1887: Kinderprozession - 1887: Die Bergpredigt - 1888: Komm Herr Jesu, sei unser Gast - 1889: Die heilige Nacht - 1889: Die Ährenleser - 1889: Biergarten in Dachau - 1889: Die Kinderstube - 1889: Das Bilderbuch - 1889: Schularbeiten - 1889: Gruppe junger Mädchen - 1889: Heideprinzeßchen - 1891: Winterabend - 1891: Zwei Mädchen im Garten - 1893: Der Schauspieler | - 1894: Noli me tangere - 1896: In der Laube - 1896: Die Predigt am See - 1896: Christi Himmelfahrt - 1896: Die Töchter des Künstlers - 1896: Selbstportrait - 1896: Kinderprozession im Regen - 1896: Interieur - 1896: Selbstportrait - 1899: Die Himmelfahrt Christi - 1899: Kind mit Hund - 1899: Die Schulstunde - 1900: Hundestudie - 1903: Stille Nacht, heilige Nacht - 1903: Der Gartenweg - 1904: Abendmusik - 1904: Selbstportrait - 1905: Altarbild für die Lutherkirche in Zwickau - 1906: Senator Gustav Hertz und Frau - 1907: Drei Mädchen im Garten - 1907: In der Herbssonne - 1907: Zwei Mädchen |